# Mikel San José Domínguez
Mikel San José Domínguez (Atarrabia, Navarra, 30 de maig de 1989) és un exjugador de futbol basc que jugava a la posició de defensa central. Destacava per la seva sortida de pilota i el seu excel·lent joc aeri. Fou internacional amb la selecció espanyola.

## Carrera esportiva
El central es va formar a l'Athletic juvenil, però se'n va anar de Lezama abans d'ascendir al primer equip, fitxat pel Liverpool, on va jugar en l'equip B.
Després de tornar d'Anglaterra, va debutar amb l'Athletic el 2009 en un partit contra l'Àustria de Viena. Des de llavors, sense ser un jugador indiscutible, ha estat un habitual de les alineacions bilbaïnes: va jugar 25, 31, 24, 34 i 25 partits de lliga en cadascuna de les cinc temporades al primer equip.
El juny de 2011 formà part de la selecció espanyola de futbol Sub-21 que va guanyar el Campionat d'Europa de futbol sub-21 de 2011, celebrat a Dinamarca.
El maig de 2014 va renovar el seu contracte amb l'Athletic Club fins al 2018, amb una clàusula de rescissió de 35 milions d'euros.

## Palmarès
Athletic Club
- 1 Supercopa d'Espanya: 2015.[3]

Selecció espanyola
- 1 Campionat d'Europa de Futbol sub-19: 2007.
- 1 Campionat d'Europa de Futbol sub-21: 2011.[4]